# Ostra Vetere
Ostra Vetere település Olaszországban, Marche régióban, Ancona megyében. Lakosainak száma 3110 fő (2023. január 1.). Ostra Vetere Castelleone di Suasa, Montecarotto, Serra de' Conti, Corinaldo, Ostra és Barbara községekkel határos.

## Népesség
A település lakossága az elmúlt években az alábbi módon változott:
| Lakosok száma | 3292 | 3274 | 3178 | 3110 |
|               | 2017 | 2018 | 2020 | 2023 |